# Gare de Saint-Gilles
Gare de Saint-Gilles vasútállomás Franciaországban, Wintzenheim településen.

## Vasútvonalak
Az állomást az alábbi vasútvonalak érintik:
- Colmar–Metzeral-vasútvonal

## Kapcsolódó állomások
A vasútállomáshoz az alábbi állomások vannak a legközelebb:
- Gare de Turckheim
- Gare de Walbach-La-Forge